# Gradac (Kakanj, BiH)
Gradac je naseljeno mjesto u općini Kakanj, Federacija Bosne i Hercegovine, BiH.

## Stanovništvo

### 1991.
Nacionalni sastav stanovništva 1991. godine, bio je sljedeći:
ukupno: 21
- Muslimani - 21

### 2013.
Nacionalni sastav stanovništva 2013. godine, bio je sljedeći:
ukupno: 20
- Bošnjaci - 20